# بريدجبورت (واشنطن)
بريدجبورت (بالإنجليزية: Bridgeport, Washington)‏ هي مدينة تقع في الولايات المتحدة في مقاطعة دوغلاس. يقدر عدد سكانها بـ 2,409 نسمة ومساحتها 2.72 كم2 وترتفع عن سطح البحر 259 متر.

## التركيبة السكانية
قام مكتب تعداد الولايات المتحدة بتحديد بيانات التركيبة السكانية لبريدجبورت في تعداد الولايات المتحدة. في ما يلي، التركيبة السكانية حسب تعدادي 2000 و2010.

### تعداد عام 2000
بلغ عدد سكان بريدجبورت 2,059 نسمة بحسب تعداد عام 2000، وبلغ عدد الأسر 624 أسرة وعدد العائلات 497 عائلة مقيمة في المدينة. في حين سجلت الكثافة السكانية 1,980.9 نسمة لكل ميل مربع (764.8/كم2). وبلغ عدد الوحدات السكنية 762 وحدة بمتوسط كثافة قدره 733.1 نسمة لكل ميل مربع (283.1/كم2).
وتوزع التركيب العرقي للمدينة بنسبة 60.81% من البيض و 1.94% من الأمريكيين الأصليين و 0.19% من الأمريكيين ذوي الأصول الآسيوية و 0.10% من سكان جزر المحيط الهادئ و 0.24% من الأمريكيين الأفارقة و 6.02% من عرقين مختلطين أو أكثر.
بلغ عدد الأسر 624 أسرة كانت نسبة 51.0% منها لديها أطفال تحت سن الثامنة عشر تعيش معهم، وبلغت نسبة الأزواج القاطنين مع بعضهم البعض 61.7% من أصل المجموع الكلي للأسر، ونسبة 13.1% من الأسر كان لديها معيلات من الإناث دون وجود شريك، وكانت نسبة 20.2% من غير العائلات. تألفت نسبة 17.1% من أصل جميع الأسر من أفراد ونسبة 5.9% كانوا يعيش معهم شخص وحيد يبلغ من العمر 65 عاماً فما فوق. وبلغ متوسط حجم الأسرة المعيشية 3.70، أما متوسط حجم العائلات فبلغ 3.30.
بلغ العمر الوسطي للسكان 26 عاماً. وكانت نسبة 10.3% بين الثامنة عشر والأربعة وعشرون عاماً، ونسبة 28.1% كانت واقعةً في الفئة العمرية ما بين الخامسة والعشرون حتى والأربعة وأربعون عاماً، ونسبة 16.0% كانت ما بين الخامسة والأربعون حتى الرابعة والستون، ونسبة 7.6% كانت ضمن فئة الخامسة والستون عاماً فما فوق. يوجد لكل 100 أنثى 107.1 ذكر، ويوجد لكل 100 أنثى في الثامنة عشر من عمرها فما فوق 108.8 ذكر.
بلغ متوسط دخل الأسرة في المدينة 25,531 دولار، أما متوسط دخل العائلة فبلغ 26,086 دولار. وكان متوسط دخل الذكور 22,333 دولار مقابل 17,788 دولار للإناث. وسجل دخل الفرد الخاص بالمدينة 10,302 دولار. وكانت نسبة 28.9% من العائلات ونسبة 33.2% من السكان تحت خط الفقر، وكان من هؤلاء نسبة 43.2% تحت سن الثامنة عشر ونسبة 4.3% في الخامسة والستين من العمر وما فوق.

### تعداد عام 2010
بلغ عدد سكان بريدجبورت 2,409 نسمة بحسب تعداد عام 2010، وبلغ عدد الأسر 673 أسرة وعدد العائلات 525 عائلة مقيمة في المدينة. في حين سجلت الكثافة السكانية 2,294.3 نسمة لكل ميل مربع (885.8/كم2). وبلغ عدد الوحدات السكنية 745 وحدة بمتوسط كثافة قدره 709.5 لكل ميل مربع (273.9/كم2).
وتوزع التركيب العرقي للمدينة بنسبة 57.4% من البيض و 0.6% من الأمريكيين الأصليين و 0.4% من الأمريكيين ذوي الأصول الآسيوية و 0.5% من الأمريكيين الأفارقة و 2.4% من عرقين مختلطين أو أكثر.
بلغ عدد الأسر 673 أسرة كانت نسبة 54.4% منها لديها أطفال تحت سن الثامنة عشر تعيش معهم، وبلغت نسبة الأزواج القاطنين مع بعضهم البعض 57.5% من أصل المجموع الكلي للأسر، ونسبة 13.1% من الأسر كان لديها معيلات من الإناث دون وجود شريك، بينما كانت نسبة 7.4% من الأسر لديها معيلون من الذكور دون وجود شريكة وكانت نسبة 22.0% من غير العائلات. تألفت نسبة 15.9% من أصل جميع الأسر من أفراد ونسبة 8.2% كانوا يعيش معهم شخص وحيد يبلغ من العمر 65 عاماً فما فوق. وبلغ متوسط حجم الأسرة المعيشية 4.00، أما متوسط حجم العائلات فبلغ 3.58.
بلغ العمر الوسطي للسكان 25.6 عاماً. وكانت نسبة 37.4% من القاطنين تحت سن الثامنة عشر، وكانت نسبة 11.7% بين الثامنة عشر والأربعة وعشرون عاماً، ونسبة 26% كانت واقعةً في الفئة العمرية ما بين الخامسة والعشرون حتى والأربعة وأربعون عاماً، ونسبة 16.7% كانت ما بين الخامسة والأربعون حتى الرابعة والستون، ونسبة 8.3% كانت ضمن فئة الخامسة والستون عاماً فما فوق. وتوزع التركيب الجنسي للسكان بنسبة 52.3% ذكور و47.7% إناث.